# Glinna (Kieleńska Huta)
Glinna – część wsi Kieleńska Huta w Polsce, położona w województwie pomorskim, w powiecie wejherowskim, w gminie Szemud. Wchodzi w skład sołectwa Kieleńska Huta.
W latach 1975–1998 Glinna administracyjnie należała do województwa gdańskiego.